# أبونا متياس

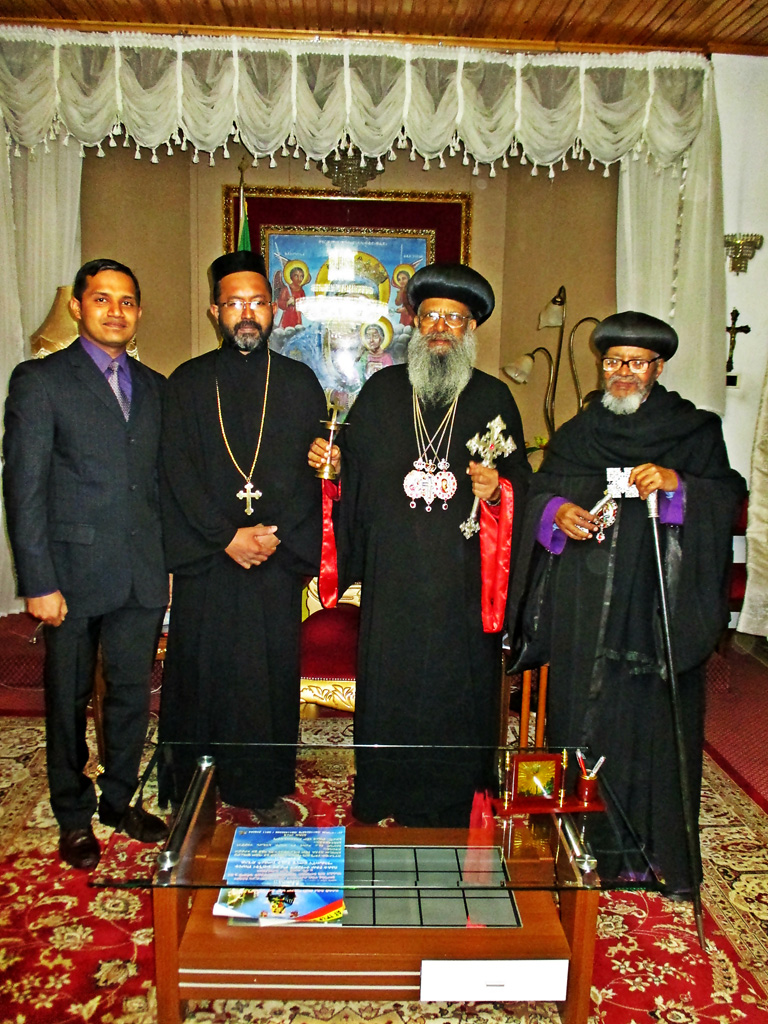
أبونا ثيموثاوس (عميد كلية جامعة هولي ترينيتي ، والبطريرك أبونا متياس ، وجورج ألكسندر والأب الدكتور جوسي جاكوب (عضو هيئة التدريس في كلية الثالوث القدوس)

أبونا متياس (أسمه بالميلاد تيكلي مريم أسرات ، 1941) هو بطريرك إثيوبي لكنيسة التوحيد الإثيوبية الأرثوذكسية منذ عام 2013. لقبه هو " قداسة البطريرك أبونا متياس Iلأول"، وهو سادس بطريرك وكاثوليكوس لإثيوبيا، وهو أيضا رئيس أساقفة أكسوم لكرسي القديس تكلا هيمانوت.

## النشأة
ولد متياس في عام 1941 في منطقة عقامة (إثيوبيا).
رُسم متياس شماسًا في عام 1954 من قبل أبونا ماركوس، رئيس أساقفة إريتريا آنذاك. خدم متياس في عدة مناصب في دير كوهي، في إقليم تكرينيا لـمدة 14 سنة. في عام 1963، رُسم كاهنًا وراهبًا في كوهي. غادر الدير لمواصلة تعليمه في أديس أبابا، وخدم في كاتدرائية الثالوث القدوس من عام 1971 إلى 1976. خلال هذا الوقت، تمت الإطاحة بحكومة الإمبراطور هيلا سيلاسي، واعتقل البطريرك أبونا ثاؤفيلوس (البطريرك الثاني لأثيوبيا) وأعدم بعد ذلك من قبل نظام الدريغ العسكري.
بعد تنصيب البطريرك تكلاهيمانوت ليحل محل البطريرك ثاؤفيلوس، تم تعيين الأب متياس ليكون النائب البطريركي للبطريرك الجديد، وعمل كأقرب مساعديه. في عام 1978، أمر الديرغ رؤساء الأساقفة والأساقفة بالحكومة التي سقطت بالتقاعد. نتيجة لذلك، كان على البطريرك أبونا تكلا هيمانوت أن يرشح 14 أسقفًا جديدًا للأبرشيات التي تركها الأساقفة المتقاعدون. وهكذا عُين الأنبا متياس أسقفا في القدس والأراضي المقدسة في عام 1978 واعتمد الاسم الأسقفي الجديد ولقب أبونا ماتياس. أثناء خدمته في القدس رُقي من أسقف إلى رئيس أساقفة.
في أوائل عام 1980، أصبح أبونا متياس أول رئيس كنسي يرفض الحكم الشيوعي ديرغ في أثيوبيا. وبالتالي، فقد عاش في الخارج لأكثر من ثلاثين عامًا. حرم منغستو هيلا مريام وأعضاء النظام، ثم ذهب إلى المنفى. استقر أبونا متياس في نهاية المطاف في واشنطن العاصمة، حيث ترأس كنيسة التوحيد الإثيوبية الأرثوذكسية المكونة من المنفيين الذين فروا من الثورة الإثيوبية، واستمر في رفض نظام الديرغ على إذاعة صوت أمريكا.
في عام 1992، عاد أبونا متياس إلى إثيوبيا بعد سقوط الديرغ والبطريرك أبونا مركوريوس (البطريرك الرابع لأثيوبيا) ليأخذ مقعده في المجمع المقدس. بعد تنصيب البطريرك أبونا بولس (البطريرك الخامس لأثيوبيا)، عُيِّن أبونا متياس رئيس أساقفة أمريكا الشمالية. في وقت لاحق، تم تقسيم الأبرشية وشغل أبونا متياس منصب رئيس أساقفة الولايات المتحدة، عندما أصبحت كندا أبرشية منفصلة. في عام 2009، تم تقسيم أبرشية الولايات المتحدة مرة أخرى إلى ثلاث أبرشيات جديدة. طُلب من أبونا متياس العودة لتولي أبرشية القدس السابقة، حيث أنه قبل مغادرته إلى الأرض المقدسة، لعب أبونا ماتياس دورًا رئيسيًا في بدء محاولات الوصول إلى مصالحة بين المجمع المقدس في أديس أبابا ومجمع الولايات المتحدة برئاسة البطريرك السابق أبونا مركوريوس (البطريرك الرابع لأثيوبيا).

## البطريرك
أصبح أبونا متياس البطريرك السادس لكنيسة التوحيد الإثيوبية الأرثوذكسية في الانتخابات التي أجريت في 28 فبراير 2013 حيث حصل على 500 من 806 من الأصوات التي أدلت بها هيئة الناخبين التي تمثل أقسامًا مختلفة من الكنيسة. تم تنصيبه في كاتدرائية الثالوث القدوس في 3 مارس 2013، بحضور رؤساء كنيسة التوحيد الإثيوبية الأرثوذكسية، والكنيسة القبطية الأرثوذكسية من مصر، والكنيسة الأرمينية الرسولية، وكنيسة مالانكارا الأرثوذكسية السورية في الهند والعديد من الممثلين الآخرين من الكنائس الأخرى.
بعد اتفاق تم التوصل إليه في 27 يوليو 2018، أعيد أبونا مركوريوس (البطريرك الرابع لأثيوبيا)، المنفي سابقًا، ليشغل منصب البطريرك المشارك مع أبونا متياس.
تنيح ابونا مركوريوس في ٢٠٢٢ وأصبح ابونا متياس البطريرك الوحيد
أبونا متياس يجيد اللغة الأمهرية والتيجرية والإنجليزية واليونانية والعبرية والعربية.

## الجوائز
مُنح أبونا متياس وسام القديس توماس  (أعلى جائزة فخرية تمنحها مالانكارا السريانية الأرثوذكسية في الهند) من قبل كاثوليكوس الشرق ومطران مالانكارا السابق باسيليوس مارتوما بولس الثاني (en) في كنيسة المدرسة اللاهوتية الأرثوذكسية (المدرسة القديمة)، كوتايام، الهند في 24 نوفمبر 2016.

## بطاركة أثيوبيا
- أبونا باسيليوس (البطريرك الأول - 1959 - 1970)
- أبونا ثاؤفيلوس (البطريرك الثاني - 1971 - 1976)
- أبونا تكلا هيمانوت (البطريرك الثالث - 1976 - 1988)
- أبونا مركوريوس (البطريرك الرابع - 1988 الي 2022)
- أبونا باولوس (البطريرك الخامس - 1992 - 2012)
- أبونا متياس (البطريرك السادس - 2013 الي الآن)